# Comité national olympique du Laos

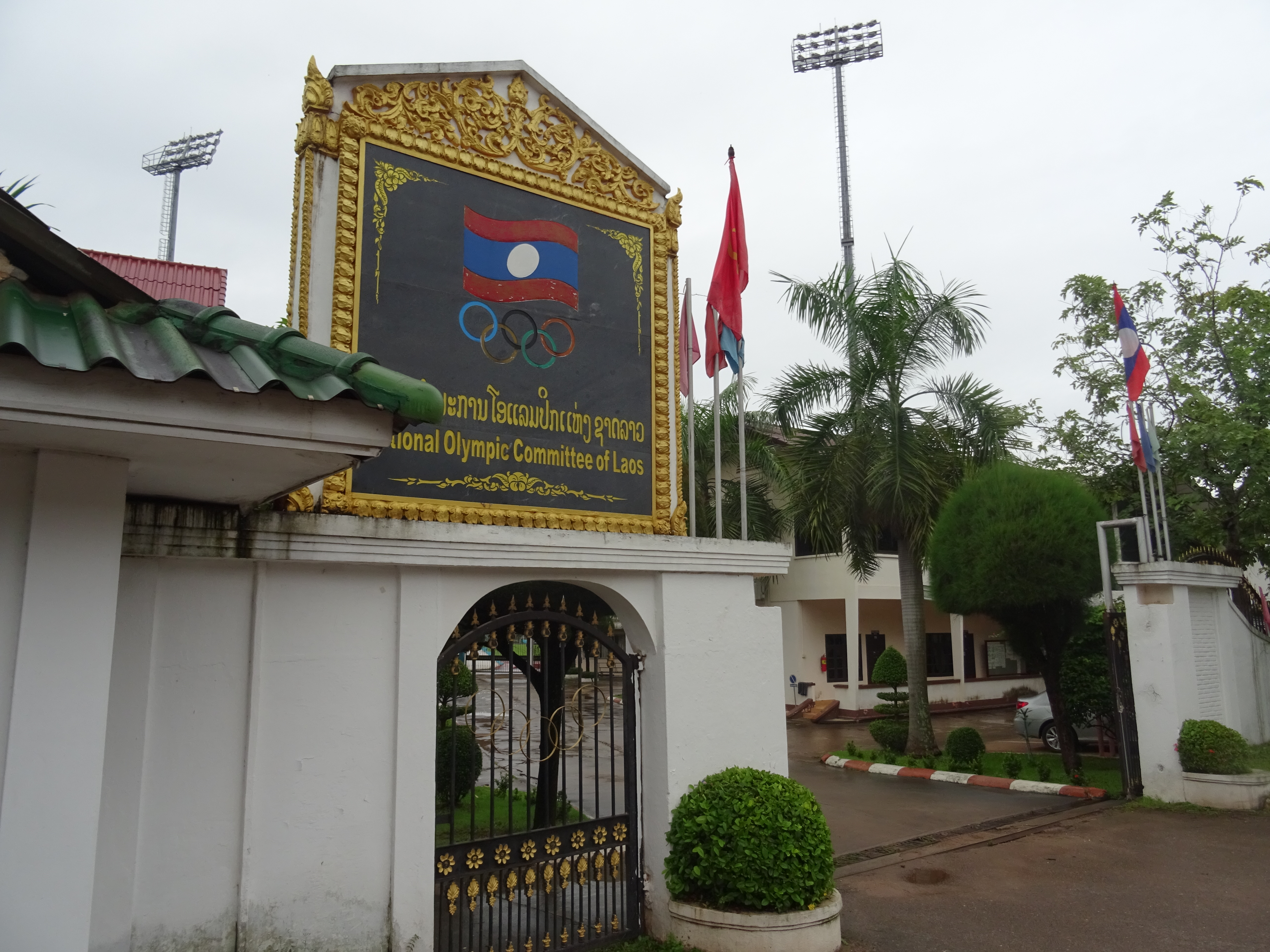
Siège du comité olympique laotien à Vientiane.

Le Comité national olympique du Laos est le comité national olympique du Laos fondé en 1975. Reconnu par le Comité international olympique en 1979 afin qu'il puisse participer aux Jeux olympiques d'été de 1980 à Moscou.